# Белу-Оризонті
Белу-Оризонті (порт. Belo Horizonte, що означає «красивий горизонт») — третя за населенням агломерація і п'яте місто Бразилії (після Сан-Паулу, Ріо-де-Жанейро, Салвадора і Форталези), засноване 1897 року. Також це столиця штату Мінас-Жерайс, розташованого в південно-східному регіоні. З населенням майже 2,3 мільйони у 2022 році, і понад 5 мільйонів в агломерації, Белу-Оризонті — або Бега́ (Beagá), як його часто називають через звучання абревіатури BH португальською мовою — місце інтенсивної економічної і культурної діяльності.

## Історія
Перші поселенці в регіоні оселилися на початку 1700-х років. В 1701 році золотошукач Жуан Лейті да Сілва Ортіс, зваблений красою цих місць та сприятливим кліматом, заснував тут скотарську ферму Курал-дель-Рей. Але місто, відоме сьогодні, було сплановане й побудоване в 1890-х роках, щоб замінити Ору-Прету як столицю штату Мінас-Жерайс. Переїзд органів влади стався 12 грудня 1897, що і вважається формальною датою заснування міста. На початку XXI століття місто відоме контрастом між сучасними й класичними будівлями, будучи місцем розташуванням багатьох сучасних архітектурних символів Бразилії, у тому числі таких як Церква Пампульа.

## Економіка
Місто є центром районів гірничої промисловості (залізні і марганцеві руди, алмази) і сільського господарства (бавовник, скотарство). Підприємства включають текстильні, мебльові, взуттєві, керамічні, машинобудування, обробку алмазів. Це важливий залізничний вузол, з цього міста виходить остання пасажирська залізниця країни. Також місто — освітній центр регіону.
На честь міста названо астероїд 10770 Белу Оризонті.

## Населення

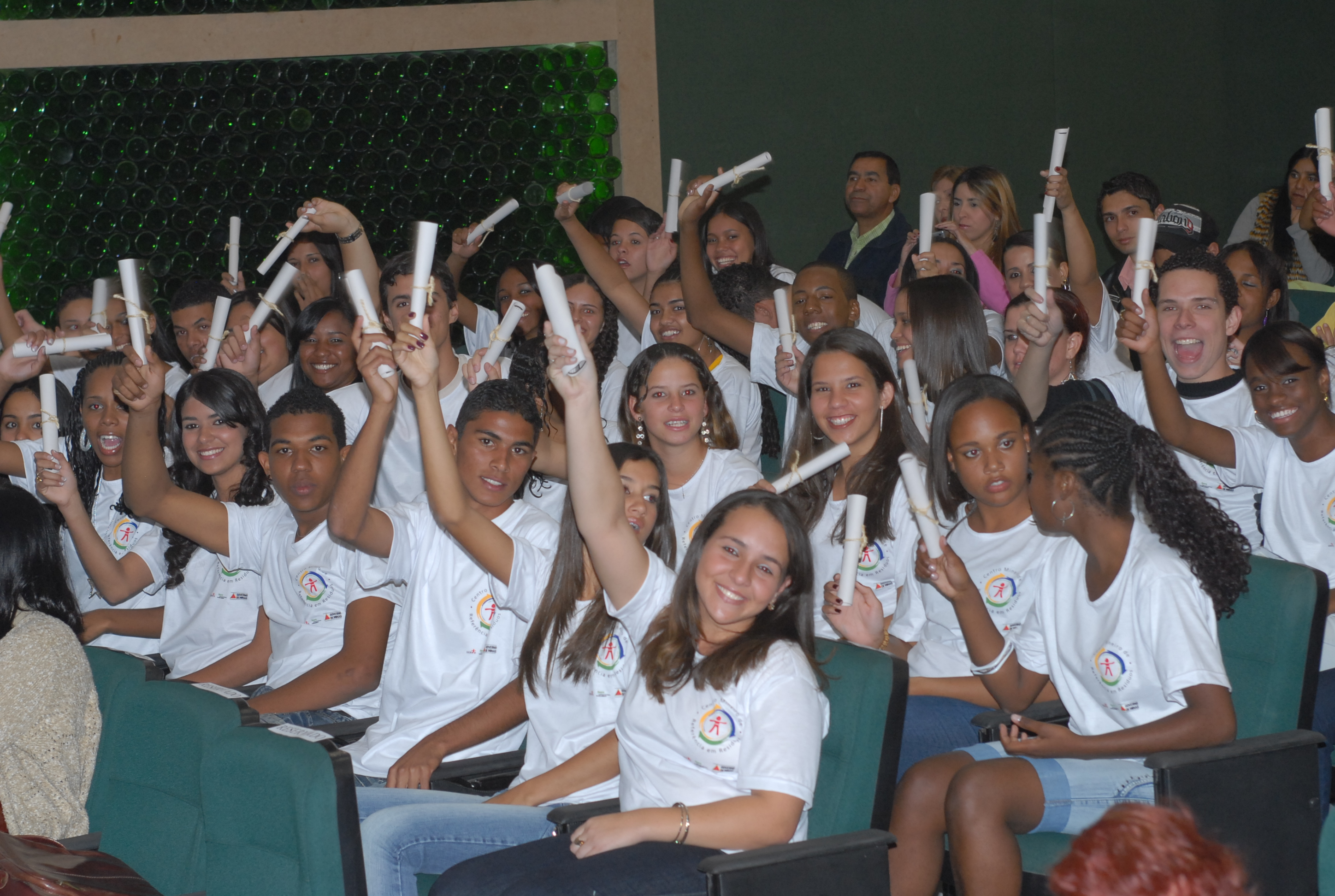
Школярі Белу-Оризонті

За даними Бразильського інституту географії та статистики, населення міста 2013 року склало 2 480 000 осіб, агломерації — понад 5,2 млн. (5-те і 3-тє місця по країні відповідно).
Расовий склад населення:
- білі — 46,7 %
- парду — 41,9 %
- Афроамериканці  — 10,2 %
- азійці — 1,1 %.

Близько 30 % містян складають нащадки вихідців з Італії. За ними йдуть мешканці португальського, німецького, іспанського та левантійського походження. Приблизно 70 % жителів — католики, 20 % — протестанти, атеїстів близько 8 %.
Рівень злочинності в Белу-Оризонті середній за мірками великих міст Бразилії (тобто вельми високий за мірками України або ЄС), але більша частина злочинів скоюється у фавелах.

## Уродженці
- Марко Антоніо да Сілва (* 1966) — бразильський футболіст.

## Галерея

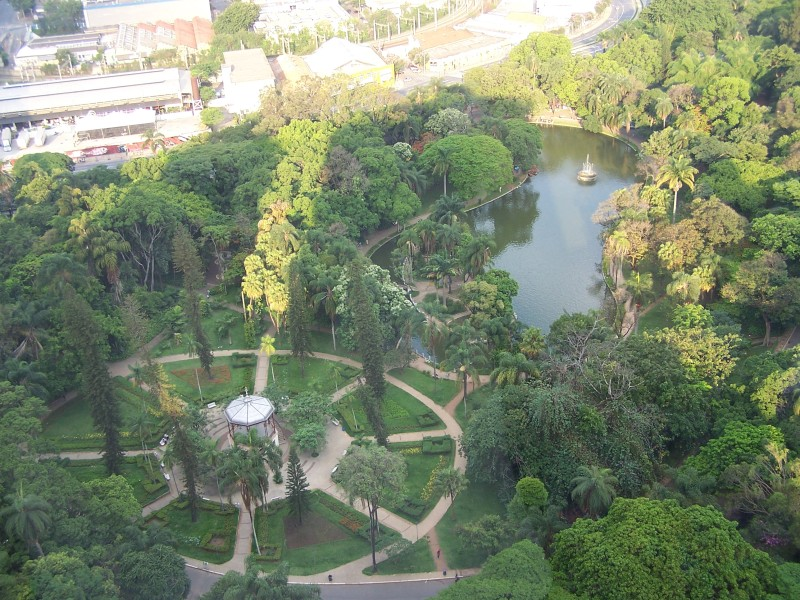
Міський парк
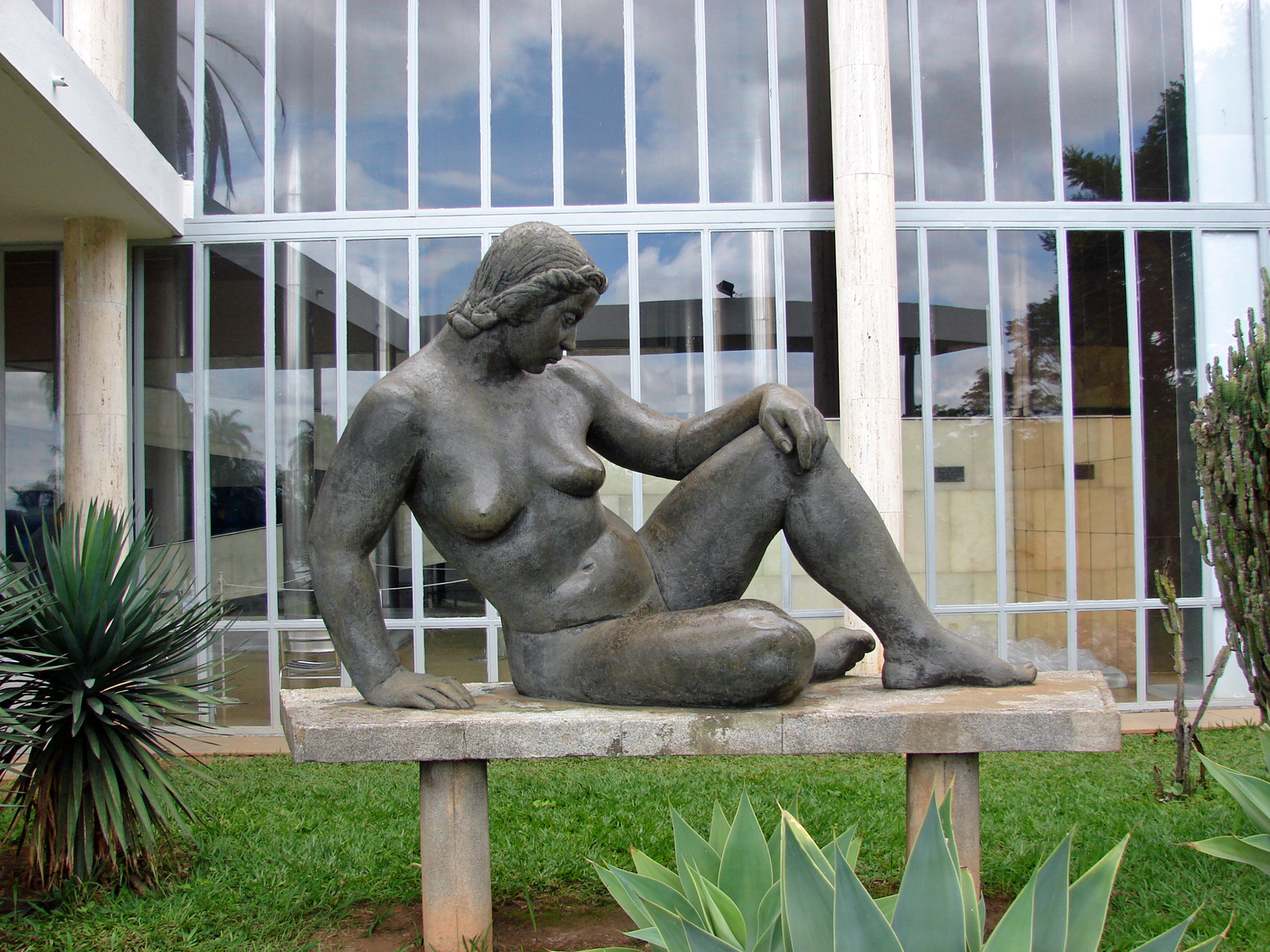
Музей мистецтв в Пампулов
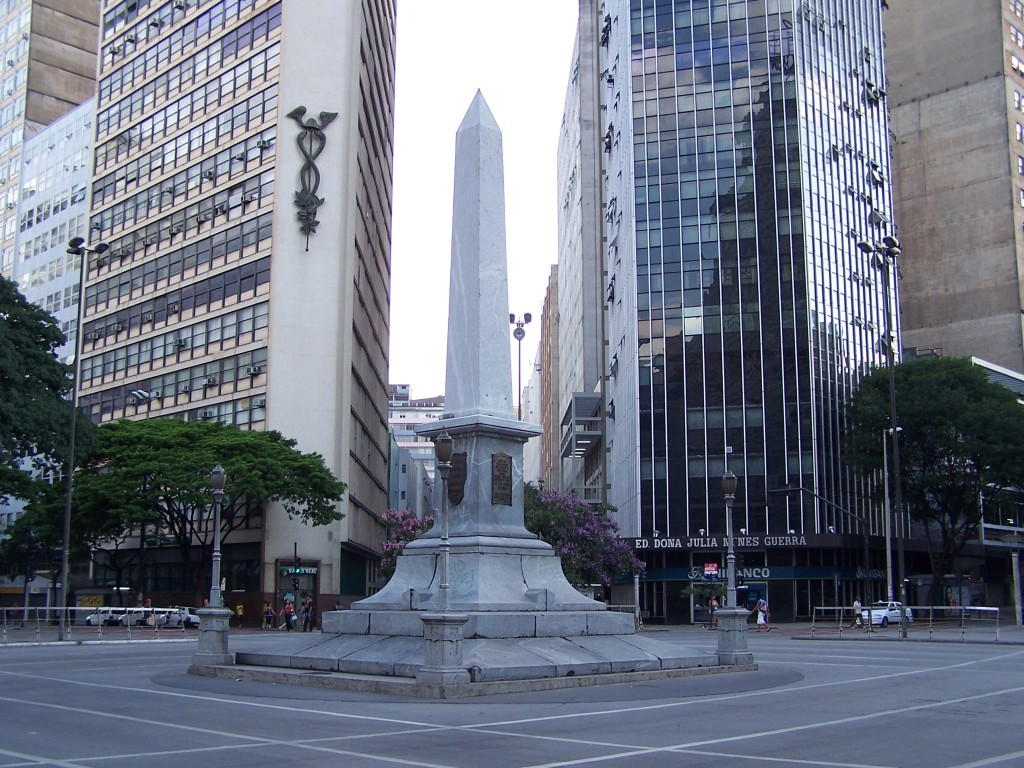
Площа 7
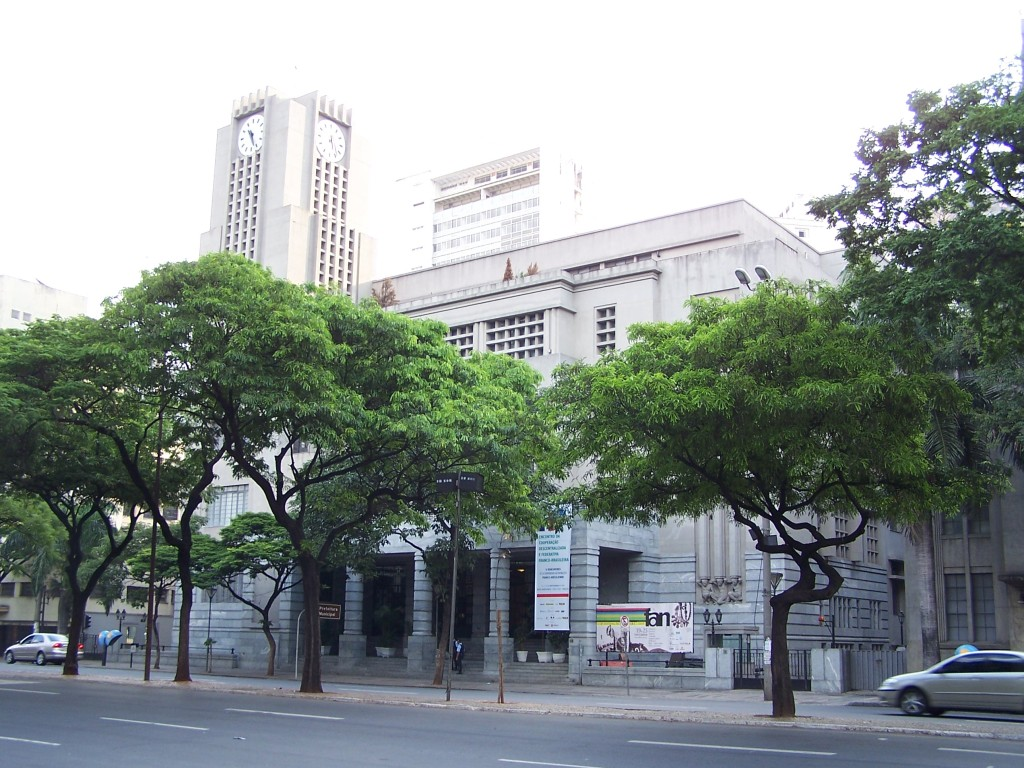
Будівля префектури
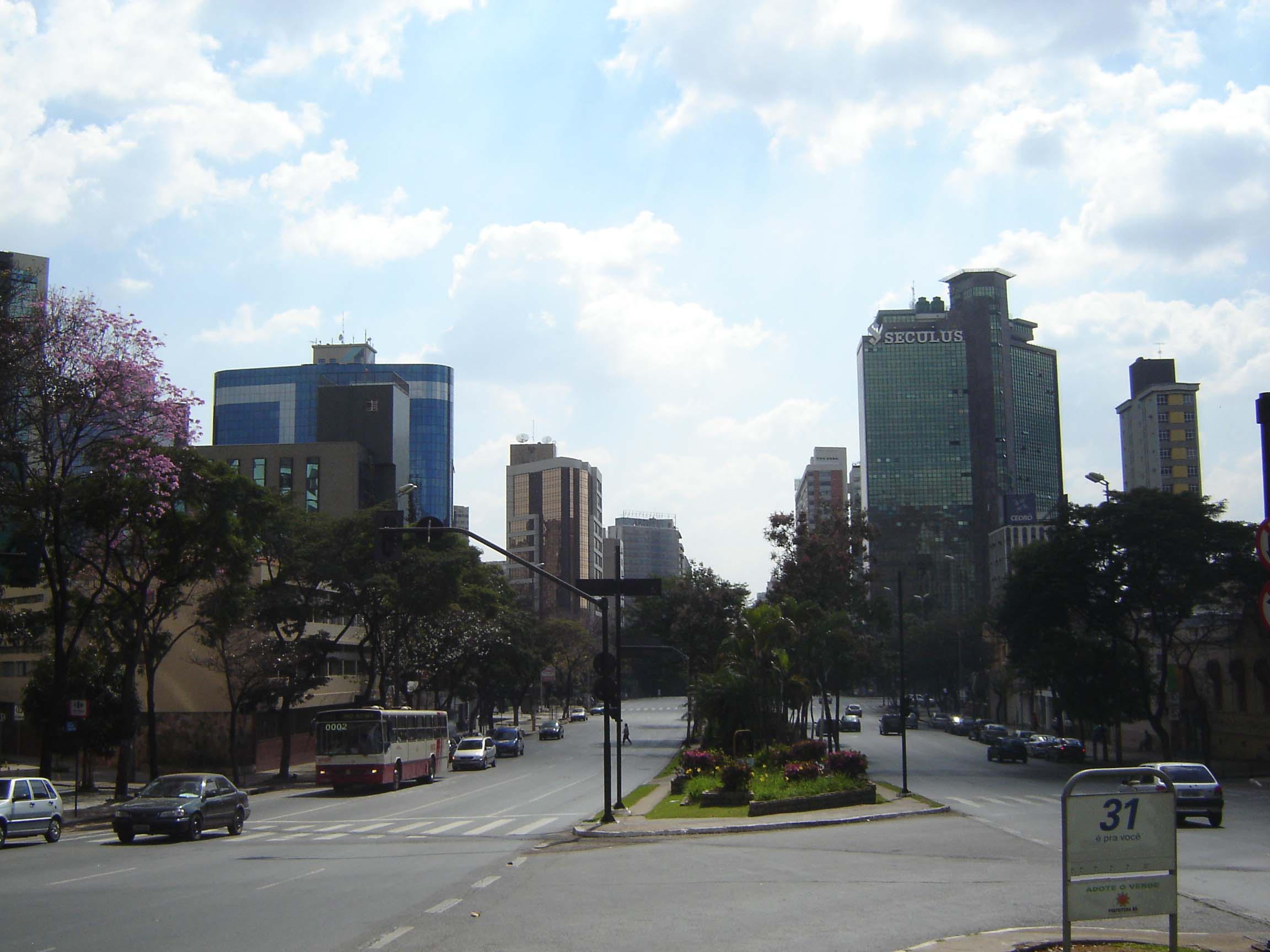
Авеню Афонсу Піни
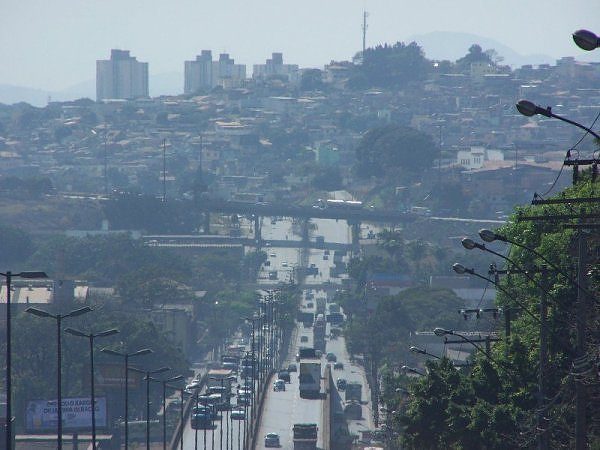
авеню Амазонас
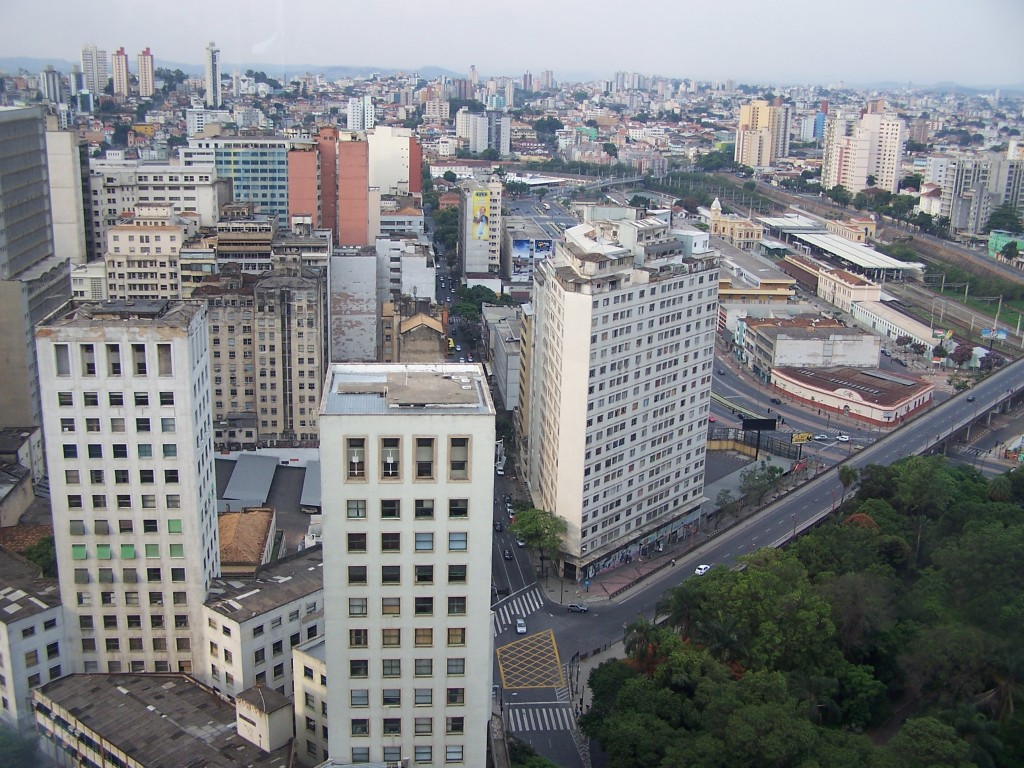
Вулиця Баїя
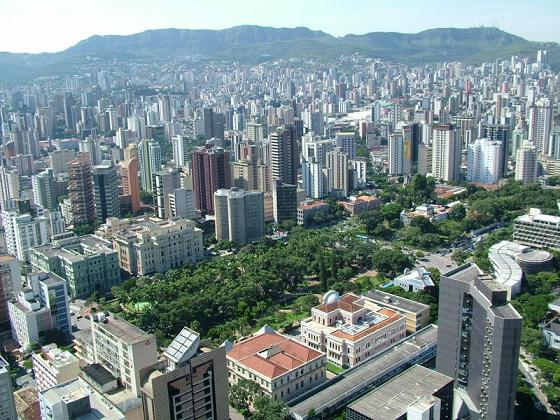
Панорама Белу-Оризонті
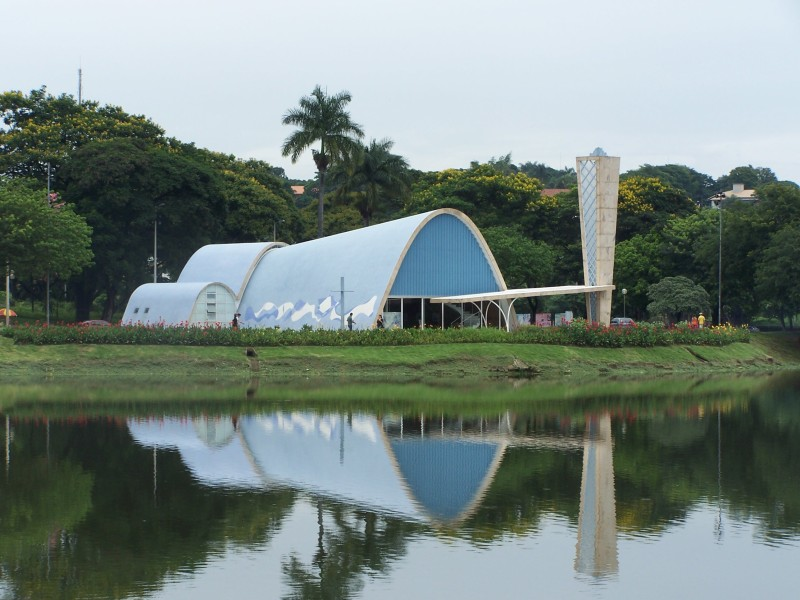
Церква св. Франциска Ассизького в Пампулов
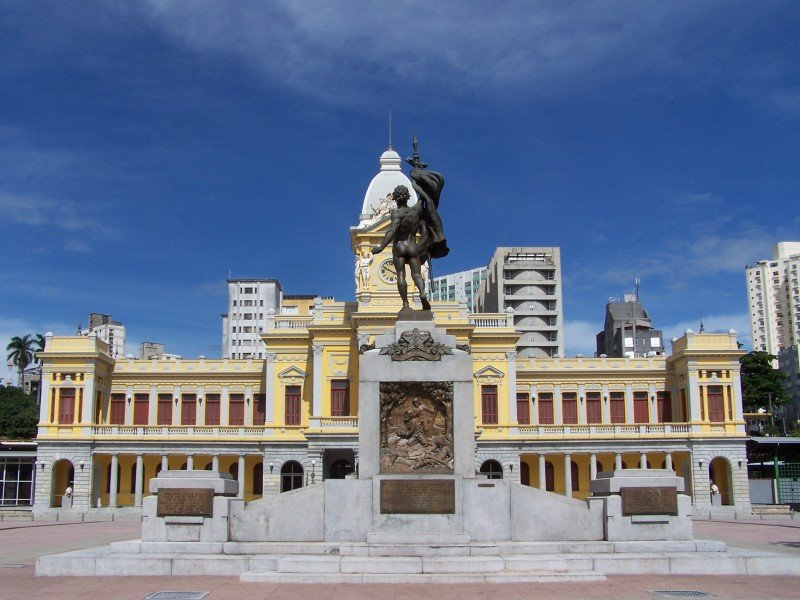
Вокзальна площа
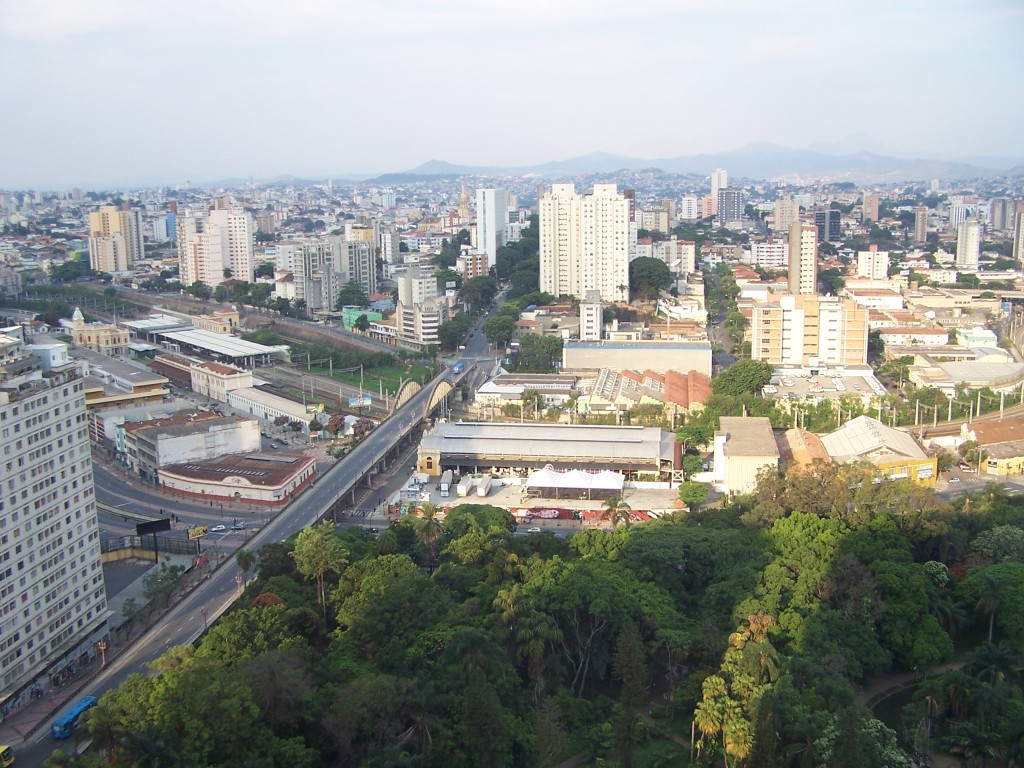
Віадук Санта-Тереза
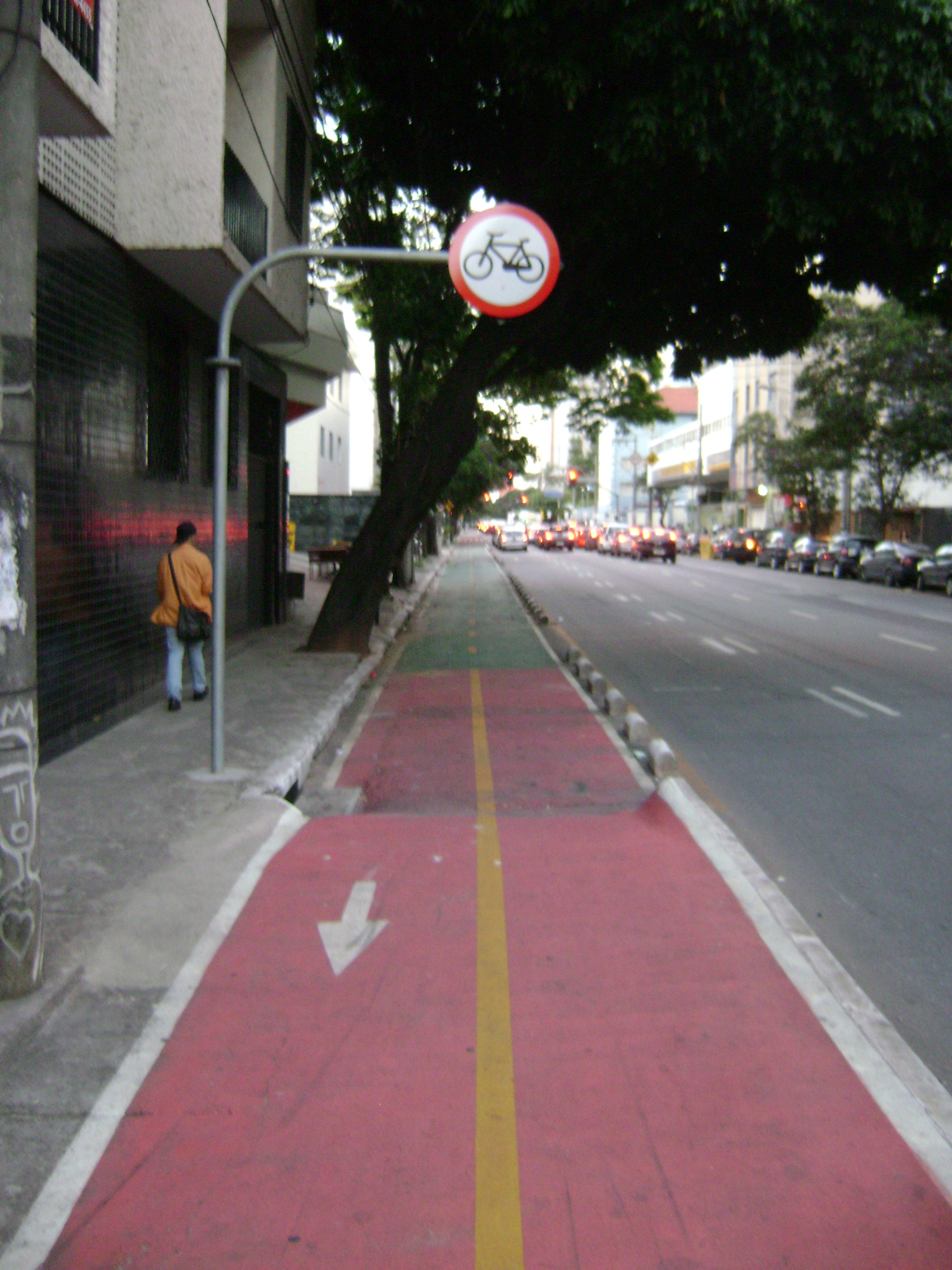
Велосипедна доріжка
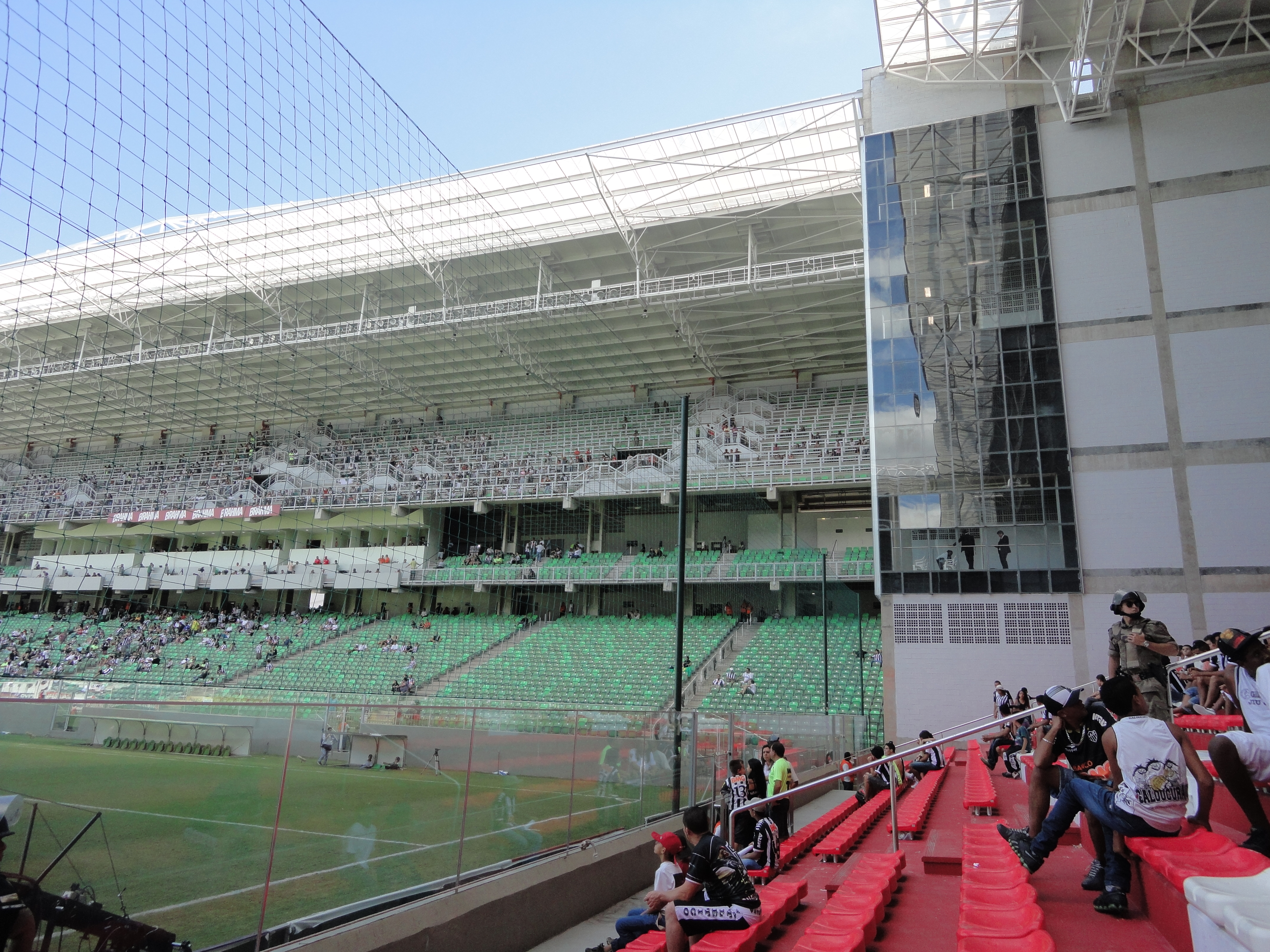
Стадіон «Індепенденсія» після реконструкції в листопаді 2012 року